# Itakayt (I.)
Itakayt (I.) war eine altägyptische Königstochter des Mittleren Reiches. Sie lebte zur Zeit von Sesostris I. (regierte etwa 1975 bis 1965 v. Chr.) und war wahrscheinlich seine Tochter. Itakayt hatte eine Pyramide neben der Pyramide von Sesostris I. bei el-Lischt. Ihr Name und ihre Titel fanden sich auf Bruchstücken von Reliefs, die einst den dortigen Pyramidentempel dekorierten.